# 136922 Brianbauer
136922 Brianbauer è un asteroide della fascia principale. Scoperto nel 1998, presenta un'orbita caratterizzata da un semiasse maggiore pari a 2,3704814 au e da un'eccentricità di 0,2534527, inclinata di 5,16841° rispetto all'eclittica.